# Caitlin Glass
Caitlin Glass (Washington, 16 novembre 1981) è una doppiatrice e sceneggiatrice statunitense.
È nota soprattutto per aver prestato la voce al personaggio della serie Street Fighter Cammy White.